# 레일라 분야삭
레일라 분야삭(태국어: ไลลา บุญยศักดิ์, 1982년 9월 25일 ~ )은 태국의 배우, 모델이다.

## 출연 작품
- 신과 나: 100일간의 거래, 2018 - 신 역
- 사무이의 노래, 2017
- 선생님의 일기, 2014
- 아웃레이지, 2011
- 영원: 삼촌의 아내를 사랑하다, 2010
- 포비아, 2008
- 시암의 사랑, 2007
- 부파 라트리 2: 라트리 리턴즈, 2005
- 라스트 라이프 라스트 러브, 2003
- 라트리: 플라워 오브 더 나잇, 2003
- 주락원, 2003